# Eggenbuch
Eggenbuch, früher Äckerbug und in alten Aufzeichnungen „Äckerpirchen“ benannt, ist eine Rotte der Marktgemeinde Schwarzenbach im Bezirk Wiener Neustadt-Land in Niederösterreich.

## Geografie
Eggenbuch liegt im südlichen Rosaliengebirge im niederösterreichischen Industrieviertel an der Grenze zum Burgenland. Nachbargemeinden der Marktgemeinde Schwarzenbach im Bereich der Rotte Eggenbuch sind die Stadtgemeinde Mattersburg und die Dorfgemeinde Sieggraben.
In der Nähe der Rotte Eggenbuch finden sich die Berge Marriegel, Greimkogel, Schwarzkogel und Sieggrabener Kogel.
Ein kleiner sehr steiler Seitengraben, der gegenüber dem Weißen Kreuz zum Platz hinunter abfällt, wird im Volksmund „Hexengraben“ genannt. Ein kleiner Ausläuferberg wird im Volksmund Bira-Riegel genannt. Bei der Eggenbuch-Kapelle zweigt von der Eggenbuchstraße der Pflanzsteig in Richtung Hocheckgraben und Hochegg hinunter ab.

## Ortsname
Ältere Schreibweisen des Ortsnamens sind Eckabue, Eckenbuch, Äckerbug und Eckerbuch. In der Josephinischen Landesaufnahme wird der Ort auch jn Ekebu genannt.

## Geschichte
Laut Adressbuch von Österreich war im Jahr 1938 in Eggenbuch ein Landwirt mit Ab-Hof-Verkauf ansässig.

## Tourismus
Der Ort liegt im Naturpark Landseer Berge und durch Eggenbuch verläuft die Mostheurigenrunde 2, ein Wanderweg im Naturpark. Ausgangspunkt ist das Mostwirtshaus Schwarz, von dem die Route zunächst nach Norden zum Marriegel (622 m) führt, dann entlang des Grenzwegs westlich am Sieggrabener Kogel (650 m) vorbei und über den Königsbühel (605 m) nach Schölderl, weiter nach Schwarzenbach und schließlich über die Rotte Hochegg, den Hocheckgraben und über die Trift wieder zurück nach Eggenbuch. Die Route ist 1,4 km lang.

## Sehenswürdigkeiten
- Eggenbuch-Kapelle
- Weißes Kreuz
- Bildstock